# Hadley Fraser
Hadley Fraser, nome d'arte di Robert Hugh Fraser (Windsor, 21 aprile 1980), è un attore teatrale e cantante britannico, specializzato nel genere musical nel West End londinese.
Il suo debutto nei teatri di West End è avvenuto nel musical Les Misérables, dove interpretò Marius ottenendo un largo consenso da parte della critica. Ha lavorato anche a Broadway, dove è stato il primo Tiernan nel musical del 2007 The Pirate Queen di Claude-Michel Schönberg, lavorando al fianco di Linda Balgord.

## Biografia
Hadley è figlio di Jack e Carol Fraser e fratello di Ed Fraser, ufficiale della British Army. Ha ottenuto un Bachelor of Arts alla Birmingham University e un master alla Royal Academy of Music, di cui è socio dal 2011.
Ha lavorato in alcuni musical a Londra, come ad esempio Les Misérables, Assassins, The Far Pavilions, The Shaughraun e Pacific Overtures. Ha ricoperto il ruolo di Gareth in un episodio della serie televisiva Doctor Who nel 2006. Ha lavorato come corista per l'ultimo album di Scott Allan, Keys. Nell'ottobre 2010 ha ricoperto il ruolo di Grantaire nel concerto all'O2 Arena di Londra in occasione del venticinquesimo anniversario del musical Les Misérables, esibendosi al fianco di Alfie Boe, Norm Lewis, Ramin Karimloo, Nick Jonas, Matt Lucas e Jenny Galloway. Il 23 giugno 2011, Hadley è tornato a far parte del cast de Les Misérables, questa volta nel ruolo di Javert, il principale antagonista. Ottenute buone critiche, Hadley resterà nel cast fino al giugno 2012.
Il 1º e 2 ottobre 2011, Hadley ha ricoperto il ruolo di Raoul de Chagny nella versione del musical The Phantom of the Opera alla Royal Albert Hall di Londra in occasione del venticinquesimo anniversario del musical. Anche questa volta, Hadley ha lavorato con un cast importante, comprendente Ramin Karimloo e Sierra Boggess. Nel 2013 ha recitato accanto a Tom Hiddleston nel Coriolano di William Shakespeare in scena alla Donmar Warehouse di Londra, per la regia di Josie Rourke. Nel 2014 ha recitato nel musical City of Angels, sempre alla Donmar Warehouse, a cui sono seguiti Il racconto d'inverno (Londra, 2015), Harlequinade (Londra, 2015), Lungo viaggio verso la notte (Bristol, 2016) e Santa Giovanna (Londra, 2016).
Nel 2017 interpreta il dottor Frankenstein nel musical tratto da Frankenstein Junior in scena al Garrick Theatre di Londra, un ruolo che ricopre per oltre un anno. Nel 2019 recita con Janie Dee e Joanna Riding in un allestimento concertistico di Carousel alla Cadogan Hall di Londra, oltre a recitare nel dramma di Terence Rattigan Il profondo mare azzurro in scena a Chichester durante l'estate e nella pièce di Annie Baker The Antipodes nell'autunno dello stesso anno. Nel 2020 torna nel West End con il musical City of Angels, tornando a ricoprire il ruolo già interpretato nel 2014.

### Vita privata
Hadley Fraser è amico di Ramin Karimloo, e i due hanno una band, chiamata “Sheytoons”. È sposato con l'attrice Rosalie Craig, da cui ha avuto una figlia.

## Filmografia parziale

### Cinema
- The Phantom of the Opera at the Royal Albert Hall, regia di Nick Morris (2011)
- Les Misérables, regia di Tom Hooper (2012)
- The Legend of Tarzan, regia di David Yates (2016)
- Assassinio sull'Orient Express (Murder on the Orient Express), regia di Kenneth Branagh (2017)
- Casa Shakespeare (All Is True), regia di Kenneth Branagh (2018)
- Biancaneve (Snow White), regia di Marc Webb (2025)

### Televisione
- Doctor Who – serie TV, 1 episodio (2006)
- The Wrong Mans – serie TV, 1 episodio (2014)
- Sons of Liberty - Ribelli per la libertà – serie TV, 2 episodi (2014)
- Holby City – serie TV, 9 episodi (2015)
- HIM – serie TV, 1 episodio (2016)
- Endeavour – serie TV, 1 episodio (2018)

## Teatrografia
- La piccola bottega degli orrori, libretto di Howard Ashman, colonna sonora di Alan Menken, regia di Ed Curtis. Northampton Derngate di Northampton (2001)
- Les Misérables, libretto di Herbert Kretzmer e Alain Boublil, colonna sonora di Claude-Michel Schönberg, regia di Trevor Nunn e John Caird. Palace Theatre di Londra (2002)
- Peter Pan di J. M. Barrie, regia di Stephen Dexter. Savoy Theatre di Londra (2003)
- The Pirates of Penzance, libretto di W.S. Gilbert, colonna sonora di Arthur Sullivan, regia di Stephen Dexter. Savoy Theatre di Londra (2004)
- The Shaughraun di Dion Boucicault, regia di John McColgan. Abbey Theatre di Dublino (2004)
- Putting It Together, libretto di Julia McKenzie, libretto di Stephen Sondheim, regia di Hannah Cissick. Harrogate Theatre di Harrogate (2004)
- The Far Pavilions, libretto di Stephen Clark, colonna sonora di Philip Henderson e Kuljit Bhamra, regia di Gale Edwards. Shaftesbury Theatre di Londra (2005)
- Longitude di Arnold Wesker, regia di Fiona Laird. Greenwhich Theatre di Londra (2005)
- Assassins, libretto di John Weidman, colonna sonora di Stephen Sondheim, regia di Nikolai Foster. Crucible Theatre di Sheffield (2006)
- Pacific Overtures, libretto di John Weidman, colonna sonora di Stephen Sondheim, regia di Peter Kerryson. Haymarker Theatre di Leicester (2006)
- My Fair Lady, libretto di Alan Jay Lerner, colonna sonora di Frederick Loewe, regia di Nikolai Foster. Larnaca Amphitheatre di Cipro (2006)
- The Pirate Queen, libretto di Alain Boublil, colonna sonora di Claude-Michel Schönberg, regia di Frank Galati. Cadilac Palace Theatre di Chicago (2006), Hilton Theatre di Broadway (2007)
- The Last Five Years, colonna sonora e libretto di Jason Robert Brown, regia di David Ledingham. Theatre Aspen di Aspen (2007)
- Canto di Natale, da Charles Dickens, regia di Nikolai Foster. Birmingham REP di Birmingham (2007)
- The Fantasticks, libretto di Tom Jones, colonna sonora di Harvey Schmidt. Duchess Theatre di Londra (2010)
- Les Misérables, libretto di Herbert Kretzmer e Alain Boublil, colonna sonora di Claude-Michel Schönberg, regia di Hames Powell e Laurence Connor. The O2 Arena di Londra (2010)
- The Phantom of the Opera, libretto di Richard Stilgoe e Charles Hart, colonna sonora di Andrew Lloyd Webber, regia di Laurence Connor. Royal Albert Hall di Londra (2011)
- Les Misérables, libretto di Herbert Kretzmer e Alain Boublil, colonna sonora di Claude-Michel Schönberg, regia di Trevor Nunn e John Caird. Queen's Theatre di Londra (2012)
- The Pajama Game, libretto di George Abbott e Richard Bissell, colonna sonora di Richard Adler e Jerry Ross, regia di Richard Eyre. Minerva Theatre di Chichester (2013)
- A Little Night Music, libretto di Hugh Wheeler, colonna sonora di Stephen Sondheim, regia di Alastair Knights. Yvonne Arnaud Theatre di Guilford (2013)
- The Machine di Garry Kasparov, regia di Josie Rourke. Park Avenue Armory di New York (2013)
- Coriolano di William Shakespeare, regia di Josie Rourke. Donmar Warehouse di Londra (2013)
- City of Angels, libretto di Larry Gelbart, testi di David Zippel, colonna sonora di Cy Coleman, regia di Josie Rourke. Donmar Warehouse di Londra (2014), Garrick Theatre di Londra (2020)
- The Vote di James Graham, regia di Josie Rourke. Donmar Warehouse di Londra (2015)
- Il racconto d'inverno di William Shakespeare, regia di Kenneth Branagh e Rob Ashford. Garrick Theatre di Londra (2015)
- Harlequinade di Terence Rattigan, regia di Kenneth Branagh e Rob Ashford. Garrick Theatre di Londra (2015)
- Lungo viaggio verso la notte di Eugene O'Neill, regia di Richard Eyre. Bristol Old Vic di Bristol (2016)
- Santa Giovanna di George Bernard Shaw, regia di Josie Rourke. Donmar Warehouse di Londra (2016)
- Young Frankenstein, colonna sonora e libretto di Mel Brooks, regia di Susan Stroman. Garrick Theatre di Londra (2017)
- Carousel, libretto di Oscar Hammerstein II, colonna sonora di Richard Rodgers. Cadogan Hall di Londra (2019)
- Il profondo mare azzurro di Terence Rattigan, regia di Paul Foster. Chichester Theatre Festival di Chichester (2019)
- The Antipodes, scritto e diretto da Annie Baker. National Theatre di Londra (2019)
- Before After, colonna sonora e libretto di Matthew Price e Timothy Knapman, regia di Matthew Rankcom. Southwark Playhouse di Londra (2020)
- 2: 22 – A Ghost Story di Danny Robins, regia di Matthew Dunster. Noel Coward Theatre di Londra (2021)
- Lehman Trilogy di Stefano Massini, regia di Sam Mendes. Gillian Lynne Theatre di Londra (2023)
- Opening Night, libretto e regia di Ivo van Hove, colonna sonora di Rufus Wainwright. Gielgud Theatre di Londra (2024)
- Il profondo mare azzurro di Terence Rattigan. Haymarket Theatre di Londra (2025)

## Doppiatori italiani
- Andrea Mete in The Legend of Tarzan, Casa Shakespeare
- Alessandro Onorati in Biancaneve